# NGC 6606
NGC 6606 is een spiraalvormig sterrenstelsel in het sterrenbeeld Lier. Het hemelobject werd op 8 augustus 1883 ontdekt door de Franse astronoom Édouard Jean-Marie Stephan.

## Synoniemen
- UGC 11174
- MCG 7-37-25
- ZWG 227.21
- PGC 61633